# DRG 02
Паровоз BR 02 - стандартизованый (Einheitslok) германский локомотив для работы с пассажирскими поездами дальнего следования. При выборе нового типа локомотива, были проведены сравнительные испытания между сериями BR 01 (двухцилиндровый) и  BR 02 (четырехцилиндровый). Для этого в 1925 были построены десять прототипов каждого типа, и паровозам BR 02 были присвоены номера 02 001–02 010. Первые восемь BR 02 были построены в 1925 году заводом Henschel, два других - в 1926 на заводе Maffei.
В связи с неудачной конструкцией, четырехцилиндровый паровоз мог развивать высокую мощность только на скоростях свыше 70 км/ч. Кроме того, при давлении ниже 1000 psi, расход пара был больше чем у BR 01.
По сравнению с BR 01, они имели более сложную конструкцию, тяжелую для ремонта и управления, поэтому их выпуск был прекращен. С 1937 по 1942 эти паровозы были успешно переоборудованы в двухцилиндровые BR 01 и получили обозначения 01 011 и 01 233 – 01 241.
Первые 8 паровозов были снабжены 4-осными тендерами типа Т 30, остальные 2 тендерами Т 32. Позднее, все тендеры были заменены на Т 32.